# Ureotelici
Gli animali ureotelici hanno la proprietà di eliminare l'azoto amminico sotto forma di urea, composto chimico di formula CO(NH2)2.
Possiamo distinguere tre categorie principali di escrezione nel subphylum dei vertebrati: gli ammoniotelici, gli ureotelici e gli uricotelici. Questa differenziazione si basa in gran parte sulla disponibilità di acqua che gli animali utilizzano per diluire i loro prodotti azotati. Gli ammoniotelici producono sostanze piuttosto tossiche per l'organismo come l'ammoniaca per cui hanno bisogno di molta acqua per diluire gli scarti senza esserne danneggiati. Tendenzialmente, gran parte degli organismi acquatici sono ammoniotelici, come molti pesci. Gli ureotelici producono sostanze come l'urea che vengono diluite in una scorta d'acqua immagazzinata in una vescica, come i mammiferi e molti anfibi adulti, che nella fase larvale sono ammoniotelici come molti pesci. Gli uricotelici producono sostanze scarsamente acide come l'acido urico e non hanno quasi nessuna perdita di acqua che viene riassorbita poco prima dell'escrezione, esempio sono molti sauropsidi, (uccelli e rettili, principalmente squamati).

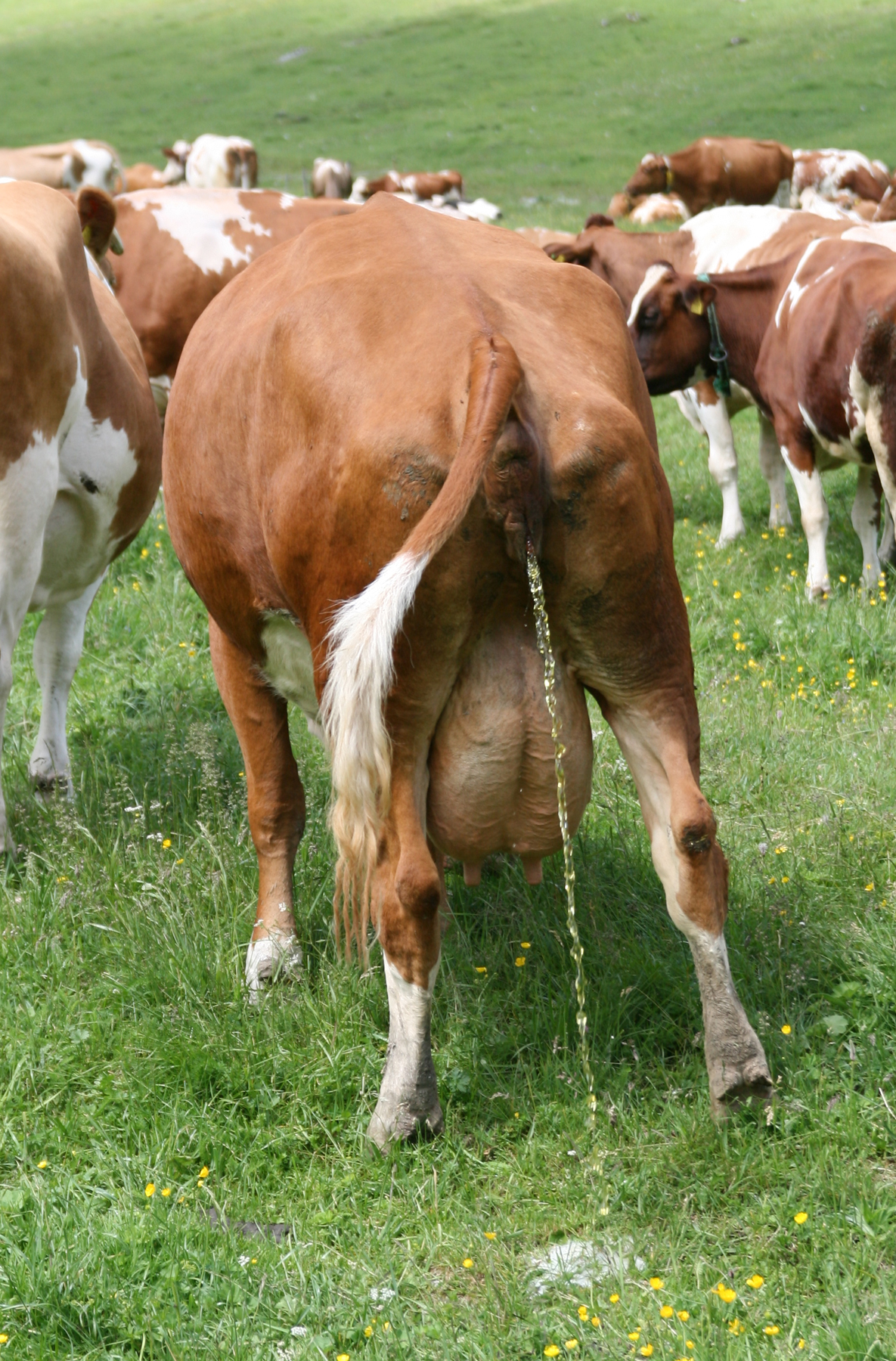
Una vacca elimina l'urina svuotando la propria vescica ed espellendo i metaboliti azotati